# 増田茂
増田 茂（ますだ しげる）は、日本の化学者。東京大学名誉教授。専門は固体表面科学。

## 人物・経歴
1977年神戸大学理学部卒業。1983年京都大学大学院理学研究科博士課程修了、理学博士。1984年東京大学教養学部助手。1994年東京大学教養学部助教授。1996年東京大学大学院総合文化研究科助教授。同年から学部長の補佐として東京大学駒場寮廃寮問題にあたった。2003年東京大学大学院総合文化研究科教授。2020年東京大学名誉教授。専門は固体表面科学。

## 著作
- 『メタステーブル原子と固体表面の相互作用』東京大学 1988年
- 『スピンを選別したメタステーブル原子による電子分光』東京大学 1991年
- 『極低温電子放射顕微鏡の開発と固体表面への応用』東京大学 1999年